# Sinagoga de Worms
La Sinagoga de Worms (en alemany: Synagoge Worms) és una sinagoga del segle xi que es troba a Worms, Alemany. La primera sinagoga en el lloc va ser construïda en el 1034 i, per tant, és considerada com la més antiga sinagoga existent a Alemanya. L'edifici va ser destruït per primera vegada durant la Primera Croada en 1096 i posteriorment reconstruïda en el 1175 amb estil romànic. En el 1186 al sud-oest de la sinagoga es va construir una micvé subterrani. Durant els pogroms de 1349 i 1615 la sinagoga va ser greument danyada: en tots dos pogroms els sostres en volta i les parets van quedar molt danyades. Durant la reconstrucció després de 1355 es van crear les formes gòtiques de la finestra. Danys comparables es van produir després de l'incendi de 1689 durant la Guerra dels Nou Anys. Quan l'edifici va ser restaurat en 1700, l'interior va ser renovat en l'estil de l'època. Durant la Kristallnacht, el 1938, la sinagoga va ser novament atacada i va quedar reduïda a enderrocs. Va ser minuciosament reconstruïda el 1961, utilitzant moltes de les pedres originals que van poder ser rescatades.